# Max Neufeld

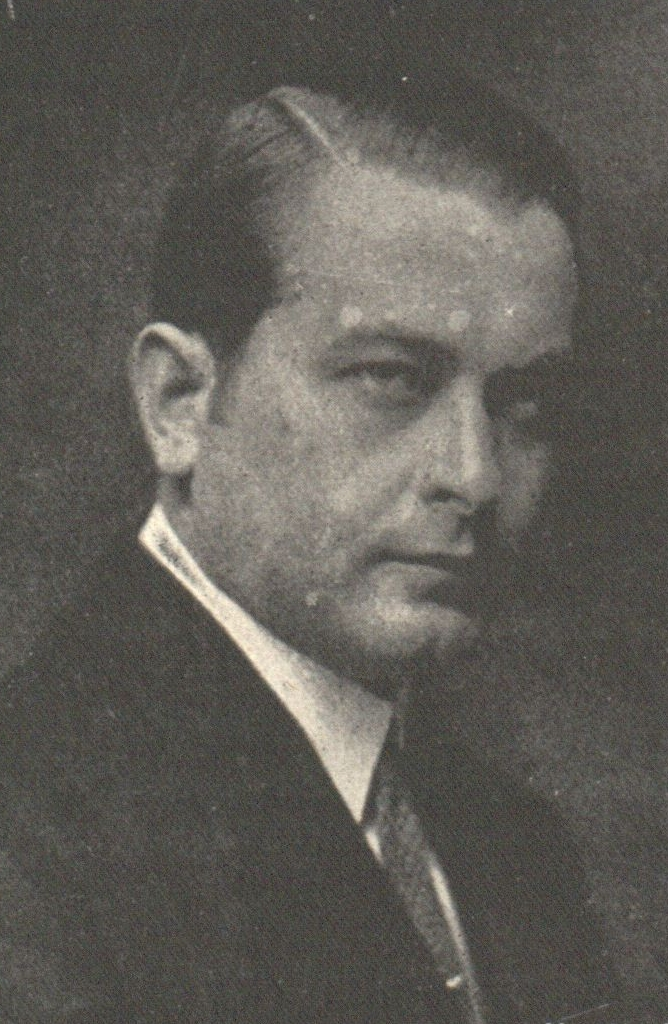
Max Neufeld, 1918.

Max Neufeld, född 13 februari 1887 i Guntersdorf, Österrike-Ungern, död 2 december 1967 i Wien, Österrike, var en österrikisk regissör och skådespelare. Han var bror till skådespelaren Eugen Neufeld.
Under Weimarrepubliken verkade han som regissör i Tyskland både under stumfilmseran och vid talfilmens genombrott. Neufeld, som hade judiskt släktskap, lämnade Tyskland efter NSDAPs maktövertagande 1933 och var först verksam i Österrike, sedan Italien och Spanien. Från 1948 var han åter verksam i Österrike och regisserade sin sista film 1957.

## Filmregi, urval
- 1931 – Operamaskeraden
- 1932 – En natt i Wien
- 1932 – Kärlek per telefon
- 1932 – Sol och vår 202
- 1933 – Lördagsmiljonären